# Lotus 3-Eleven
La Lotus 3-Eleven è un'autovettura realizzata dalla casa automobilistica inglese Lotus Cars dal 2015 al 2018.

## Contesto
L'auto che è disponibile sia in versione da corsa che in normale versione legale su strada, è stata presentata al Goodwood Festival of Speed nel 2015.
Nel febbraio 2018 la versione stradale ha ricevuto degli aggiornamenti estetici e meccanici, con potenza del motore aumentata a 430 CV. L'auto aggiornata è nota come 3-Eleven 430.

## Descrizione
La 3-Eleven è stata costruita in due varianti; una versione stradale e una versione da pista. L'auto ha configurazione della carrozzeria del tipo barchetta, caratterizzata dall'assenza del parabrezza e del tetto; la versione da pista grazie ad alcuni alleggerimenti pesa 35 kg in meno rispetto all'omologa stradale. Il motore montato in posizione centrale è un Toyota 2GR-FE V6 da 3,5 litri (3456 cm³) accoppiato ad un compressore di tipo Edelbrock Roots. Il motore è simile a quello che si trova nella Lotus Evora, ma qui sviluppa 410 CV a 7000 giri/min e 410 N·m a 3000 giri/min di coppia nella versione stradale e con piccole modifiche tecniche come un nuovo software per la centralina, produce 460 CV a 7000 giri/min e 525 N·m a 3500 giri/min nella versione da pista. Le due versioni hanno trasmissioni diverse; un cambio manuale a 6 marce è disponibile per la versione stradale e un cambio manuale sequenziale a 6 marce azionato da paddle al volante è disponibile per la versione da corsa. I tempi di accelerazione per la versione stradale sono nello 0–62 mph (0–100 km/h) di 3,3 s e nella versione da pista di 2,9 s. Entrambe le versioni hanno una velocità massima di 290 km/h.
Una versione più potente della 3-Eleven stradale è stata lanciata nel febbraio 2018, denominata 3-Eleven 430 edition, caratterizzata da un aumento della potenza a 430 CV e prestazioni simili alla versione da pista.